# Мадиев, Эскерхан
Эскерха́н Мади́ев (род. 12 февраля 1998, Ачхой-Мартан, Россия) — грузинский боксёр, серебряный призёр чемпионата Европы 2024 года, участник летних Олимпийских игр 2020 года в Токио.

## Биография
Чеченец. Родился в селе Ачхой-Мартан (Чечня). Живёт в Тбилиси.

## Любительская карьера
Выступает в полусредней весовой категории (до 69 кг).
Дебютный бой Мадиева состоялся 8 сентября 2013 года в Киеве во Дворце спорта против украинца Артура Пригоды. Дебют оказался неудачным для Мадиева — он проиграл бой единогласным решением судей.
В июле 2021 года на Олимпиаде 2020 года первый же бой свёл его с представлявшим Азербайджан серебряным призёром предыдущей Олимпиады в Рио-де-Жанейро Лоренсо Сотомайором. Однако его не смутили титулы соперника. В третьем раунде бой был остановлен из-за рассечения у кубинца. Следующей жертвой Мадиева стал угандиец Шадири Бвоги, которого он победил раздельным решением судей. В четвертьфинале Мадиев единогласным решением судей уступил российскому боксёру Андрею Замковому и выбыл из борьбы за медали.
В мае 2023 года, в Ташкенте (Узбекистан) участвовал на чемпионате мира, в весе до 71 кг. Где он в 1/16 финала соревнований по очкам решением большинства судей (4:0) победил боксёра из Уганды Исаака Ссенянга, затем в 1/8 финала по очкам раздельным решением судей (4:1) победил опытного боксёра из Марокко Хамза Эль-Барбари, но в четвертьфинале по очкам единогласным решением судей (0:5) проиграл опытному бразильскому боксёру Вандерсону де Оливейре, — который в итоге стал бронзовым призёром чемпионата мира 2023 года.
По состоянию на 30 июля 2023 года Мадиев выиграл 43 боя (из которых 3 — нокаутом) и проиграл 21, при этом ни разу не побывал в нокауте.